# 迪默林根
迪默林根（法語：Diemeringen，法語發音：[diməʁiŋ(ɡ)ən]；莱茵法兰克语：Diemerínge）是法国下莱茵省的一个市镇，属于萨韦尔讷区。

## 地名
由于语源问题，该地名Diemeringen拼读方式不符合法语正字法，其标准发音为[diməʁiŋ(ɡ)ən]，根据实际发音其应译作“迪默林根”，《世界地名译名词典》将其误译作“迪默兰让”。

## 地理
迪默林根（48°56'30"N, 7°11'12"E）面积8.81 平方千米，位于法国大東部大區下莱茵省，该省份为法国大陆部分最东部的省份，是阿尔萨斯的一部分，今与上莱茵省组成了阿尔萨斯欧洲集体，其南至上莱茵省，西南接孚日省和默尔特-摩泽尔省，西接摩泽尔省，北与德国接壤。
与迪默林根接壤的市镇（或旧市镇、城区）包括：比滕、洛伦岑、马克维莱尔、拉茨维莱尔、瓦尔当巴克。
迪默林根的时区为UTC+01:00、UTC+02:00（夏令时）。

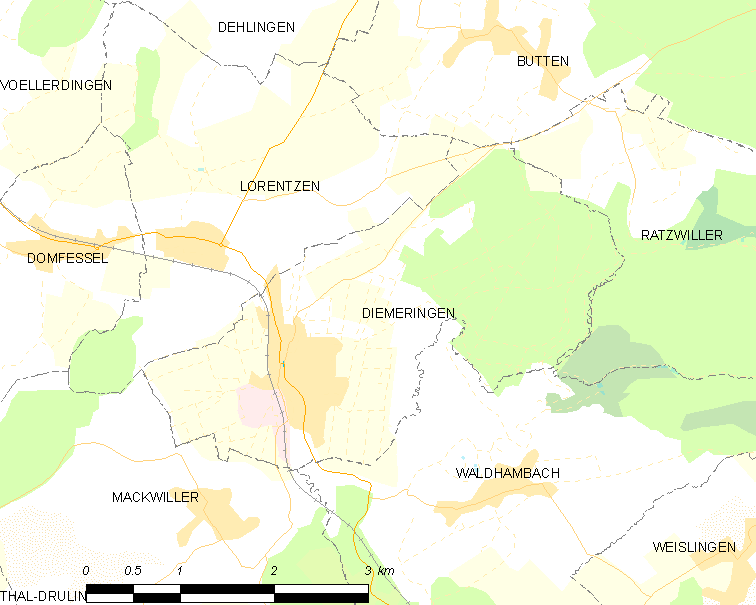
迪默林根的OSM定位图

## 行政
迪默林根的邮政编码为67430，INSEE市镇编码为67095。

## 政治
迪默林根所属的省级选区为英维莱尔县。

## 人口

1962-2008年间迪默林根人口变化图示

迪默林根于2022年1月1日时的人口数量为1585人。